# 马德斯·皮勒尔·科尔丁
马德斯·皮勒尔·科尔丁（丹麥語：Mads Pieler Kolding，1988年1月27日—），丹麦男子羽毛球運動員，擅長雙打項目。

## 簡歷
马德斯·皮勒尔·科尔丁自8歲開始接觸羽毛球運動，開始時只跟隨媽媽和姊姊打球，直到11歲時開始參加比賽。2006年，18歲的科尔丁首次參加成人級別的國際賽事（芬蘭羽毛球公開賽）。
2007年3月，马德斯·皮勒尔·科尔丁參加德國薩爾蘭舉行的欧洲青年羽毛球錦標賽，分別與马德斯·康拉德-彼德森和莱恩·丹穆凯尔·克鲁斯出戰男子双打、混合双打及团体赛項目。在混合团体赛，赢得铜牌。而男双和混双方面，分别夺得银牌和铜牌。
2009年4月，马德斯·皮勒尔·科尔丁与马德斯·康拉德-彼德森出战荷蘭羽毛球國際賽，在男双决赛以2比0（21-14、22-20）击败了赛会头号种子、荷兰强档的鲁德·博世/科恩·雷德，夺得其首个国际赛双打冠军。同年9月，他与马德斯·康拉德-彼德森出战捷克羽毛球國際賽，在男双决赛以2比1（21-14、17-21、21-9）力克队友的Mikkel Elbjorn/克里斯蒂安·约翰·斯科夫高，赢得冠军。同年10月，他与马德斯·康拉德-彼德森出战荷蘭羽毛球大獎賽，在男双準决赛以0比2（18-21、17-21）不敌赛会4号种子、德国强档的麦克·福克斯/英格·金德沃克。同年11月，他与马德斯·康拉德-彼德森出战蘇格蘭羽毛球國際賽，在男双决赛以2比1（19-21、26-24、21-11）力克赛会4号种子、英格兰的克里斯·兰格瑞奇/罗宾·米德尔顿，赢得冠军。同年12月，他与马德斯·康拉德-彼德森出战愛爾蘭羽毛球國際賽，在男双决赛以2比0（21-18、21-11）击败了赛会5号种子、英格兰的马库斯·埃利斯/彼得·米尔斯，赢得冠军。
2010年4月，马德斯·皮勒尔·科尔丁与马德斯·康拉德-彼德森出战荷蘭羽毛球國際賽，在男双决赛以2比0（21-17、21-14）击败了赛会2号种子、队友的Mikkel Elbjorn/克里斯蒂安·约翰·斯科夫高，赢得冠军。同年12月，他与茱莉·霍曼出战土耳其羽毛球國際賽，在混双决赛以2比0（21-12、21-18）击败了赛会2号种子、法国强档的巴蒂斯特·卡雷姆/劳拉·舒瓦内，赢得冠军。
2011年2月，马德斯·皮勒尔·科尔丁与茱莉·霍曼出战奧地利羽毛球國際挑戰賽，在混双决赛以0比2（17-21、11-21）不敌赛会2号种子、香港强档的王偉康/周凱華，赢得亚军。同年4月，他与茱莉·霍曼出战荷蘭羽毛球國際賽，在混双準决赛以0比2（16-21、16-21）不敌赛会头号种子、俄罗斯强档的亚历山大·尼科拉恩科/瓦莱里亚·索罗金娜。同年5月，他与茱莉·霍曼出战丹麥羽毛球國際賽，在混双决赛以2比0（21-13、21-15）击败了队友的拉斯马斯·邦德/玛丽亚·赫斯波，赢得冠军。同年8月，他參加英格兰伦敦舉行的世界羽毛球錦標賽，他與茱莉·霍曼出戰混合双打比賽。在首圈以2比0（21-17、21-19）淘汰印尼的穆罕默德·雷扎/戴比·苏珊托；但在次圈激战三局以1比2（16-21、21-16、18-21）負於14號種子波兰的罗伯特·马特斯亚克/娜蒂斯达·希尔巴出局。同年9月，他分别与克里斯蒂安·约翰·斯科夫高以及茱莉·霍曼出战比利時羽毛球國際賽，在男双準决赛以0比2（18-21、12-21）不敌赛会头号种子、波兰的亚当·克瓦林纳/麦克·罗高斯；而混双準决赛以1比2（13-21、21-12、19-21）不敌荷兰强档的约瑞特·德鲁伊特/塞莱娜·皮克。同年10月，他与克里斯蒂安·约翰·斯科夫高出战荷蘭羽毛球大獎賽，在男双準决赛以0比2（10-21、13-21）不敌赛会3号种子、波兰强档的亚当·克瓦林纳/麦克·罗高斯。
2012年1月，马德斯·皮勒尔·科尔丁分别与克里斯蒂安·约翰·斯科夫高以及茱莉·霍曼出战瑞典斯德哥爾摩羽毛球國際賽，在男双準决赛以0比2（10-21、16-21）不敌荷兰强档的约瑞特·德鲁伊特/戴夫·胡达巴克什；而混双决赛以0比2（17-21、17-21）不敌赛会2号种子、英格兰的内森·罗布森/珍妮·沃尔沃克，赢得亚军。同年4月，他代表丹麦参加瑞典卡爾斯克魯納举办的歐洲羽毛球錦標賽，与搭档的茱莉·霍曼的混双决赛以0比2（12-21、22-24）不敌赛会7号种子、波兰强档的罗伯特·马特斯亚克/娜蒂斯达·希尔巴，赢得亚军。同年5月，他分别与克里斯蒂安·约翰·斯科夫高以及茱莉·霍曼出战丹麥羽毛球國際賽，在男双决赛以2比0（21-17、21-10）击败了队友的卡斯珀·安东森/拉斯马斯·邦德，赢得冠军；而混双决赛以2比0（21-19、21-9）击败了赛会2号种子、队友的金·阿斯特鲁普·索伦森/萊恩·杰克斯菲德，赢得冠军。同年10月，他与卡米拉·吕特·尤尔出战荷蘭羽毛球大獎賽，在混双决赛以2比0（21-15、21-13）击败了赛会6号种子、英格兰的马库斯·埃利斯/加布里·怀特，赢得冠军。
2013年8月，科尔丁參加中國廣州舉行的世界羽毛球錦標賽，與卡米拉·吕特·尤尔出戰混合雙打項目，首圈以2-0淘汰香港選手晉級，但在第二圈就以1比2（21-18、17-21、13-21）不敵頭號種子、中國的徐晨/马晋出局。

### 2015年世锦赛
2015年8月，马德斯·皮勒尔·科尔丁參加印尼雅加达舉行的世界羽毛球錦標賽，他和卡米拉·吕特·尤尔出戰混合双打項目。他與卡米拉·吕特·尤尔以13號種子身分出戰，故在首圈輪空；但在次圈以2比0（21-12、21-19）轻取加拿大的吳駿義/亚历山德拉·布鲁斯。在第三圈，激战三局以1-2（16-21、21-16、10-21）不敌赛会7號種子英格兰的克里斯·爱德考克/加布里·爱德考克，16强止步。

### 扣殺創健力士世界記錄
2017年1月，马德斯·皮勒尔·科尔丁參加印度舉行的印度羽超聯賽並在比賽中殺出一記時速高達264英里（426公里），打破了馬來西亞一哥李宗偉保持的253.55英里（408公里）的比賽中扣球最快時速的健力士世界紀錄。

## 主要比賽成績
只列出曾進入準決賽的國際賽事成績：
| 年份   | 賽事                       | 公開賽級別 | 項目     | 拍檔                     | 成績   |
| ------ | -------------------------- | ---------- | -------- | ------------------------ | ------ |
| 2007年 | 歐洲青年羽毛球錦標賽       | 其他       | 混合團體 | －                       | 季軍   |
| 2007年 | 歐洲青年羽毛球錦標賽       | 其他       | 男子雙打 | 马德斯·康拉德-彼德森     | 亞軍   |
| 2007年 | 歐洲青年羽毛球錦標賽       | 其他       | 混合雙打 | 莱恩·丹穆凯尔·克鲁斯     | 準決賽 |
| 2009年 | 克羅地亞羽毛球國際賽       | 國際系列賽 | 男子雙打 | 马德斯·康拉德-彼德森     | 冠軍   |
| 2009年 | 荷蘭羽毛球國際賽           | 國際挑戰賽 | 男子雙打 | 马德斯·康拉德-彼德森     | 冠軍   |
| 2009年 | 捷克羽毛球國際賽           | 國際挑戰賽 | 男子雙打 | 马德斯·康拉德-彼德森     | 冠軍   |
| 2009年 | 荷蘭羽毛球大獎賽           | 大獎賽     | 男子雙打 | 马德斯·康拉德-彼德森     | 準決賽 |
| 2009年 | 挪威羽毛球國際賽           | 國際挑戰賽 | 男子雙打 | 马德斯·康拉德-彼德森     | 準決賽 |
| 2009年 | 蘇格蘭羽毛球國際賽         | 國際挑戰賽 | 男子雙打 | 马德斯·康拉德-彼德森     | 冠軍   |
| 2009年 | 愛爾蘭羽毛球國際賽         | 國際挑戰賽 | 男子雙打 | 马德斯·康拉德-彼德森     | 冠軍   |
| 2010年 | 荷蘭羽毛球國際賽           | 國際挑戰賽 | 男子雙打 | 马德斯·康拉德-彼德森     | 冠軍   |
| 2010年 | 土耳其羽毛球國際賽         | 國際系列賽 | 混合雙打 | 茱莉·霍曼                | 冠軍   |
| 2011年 | 奧地利羽毛球國際挑戰賽     | 國際挑戰賽 | 混合雙打 | 茱莉·霍曼                | 亞軍   |
| 2011年 | 荷蘭羽毛球國際賽           | 國際挑戰賽 | 混合雙打 | 茱莉·霍曼                | 準決賽 |
| 2011年 | 丹麥羽毛球國際賽           | 國際挑戰賽 | 混合雙打 | 茱莉·霍曼                | 冠軍   |
| 2011年 | 比利時羽毛球國際賽         | 國際挑戰賽 | 男子雙打 | 克里斯蒂安·约翰·斯科夫高 | 準決賽 |
| 2011年 | 比利時羽毛球國際賽         | 國際挑戰賽 | 混合雙打 | 茱莉·霍曼                | 準決賽 |
| 2011年 | 荷蘭羽毛球大獎賽           | 大獎賽     | 男子雙打 | 克里斯蒂安·约翰·斯科夫高 | 準決賽 |
| 2012年 | 瑞典斯德哥爾摩羽毛球國際賽 | 國際挑戰賽 | 男子雙打 | 克里斯蒂安·约翰·斯科夫高 | 準決賽 |
| 2012年 | 瑞典斯德哥爾摩羽毛球國際賽 | 國際挑戰賽 | 混合雙打 | 茱莉·霍曼                | 亞軍   |
| 2012年 | 歐洲羽毛球錦標賽           | 其他       | 混合雙打 | 茱莉·霍曼                | 亞軍   |
| 2012年 | 丹麥羽毛球國際賽           | 國際挑戰賽 | 男子雙打 | 克里斯蒂安·约翰·斯科夫高 | 冠軍   |
| 2012年 | 丹麥羽毛球國際賽           | 國際挑戰賽 | 混合雙打 | 茱莉·霍曼                | 冠軍   |
| 2012年 | 荷蘭羽毛球大獎賽           | 大獎賽     | 混合雙打 | 卡米拉·吕特·尤尔         | 冠軍   |
| 2012年 | 哥本哈根羽毛球大師賽       | 其他       | 男子雙打 | 卡斯騰·摩根森            | 冠軍   |
| 2012年 | 哥本哈根羽毛球大師賽       | 其他       | 混合雙打 | 卡米拉·呂特·尤爾         | 準決賽 |
| 2013年 | 丹麥羽毛球國際賽           | 國際挑戰賽 | 男子雙打 | 拉斯马斯·邦德            | 準決賽 |
| 2013年 | 碧特博格羽毛球黃金大獎賽   | 黃金大獎賽 | 男子雙打 | 马德斯·康拉德-彼德森     | 冠軍   |
| 2013年 | 蘇格蘭羽毛球大獎賽         | 大獎賽     | 男子雙打 | 马德斯·康拉德-彼德森     | 冠軍   |
| 2013年 | 哥本哈根羽毛球大師賽       | 其他       | 男子雙打 | 馬德斯·康拉德-彼德森     | 亞軍   |
| 2013年 | 哥本哈根羽毛球大師賽       | 其他       | 混合雙打 | 卡米拉·呂特·尤爾         | 亞軍   |
| 2014年 | 歐洲男子羽毛球團體錦標賽   | 其他       | 男子團體 | －                       | 冠軍   |
| 2014年 | 歐洲羽毛球錦標賽           | 其他       | 男子雙打 | 马德斯·康拉德-彼德森     | 亞軍   |
| 2014年 | 歐洲羽毛球錦標賽           | 其他       | 混合雙打 | 卡米拉·吕特·尤尔         | 亞軍   |
| 2014年 | 法國羽毛球超級賽           | 超級賽     | 混合雙打 | 卡米拉·吕特·尤尔         | 準決賽 |
| 2014年 | 香港羽毛球超級賽           | 超級賽     | 男子雙打 | 马德斯·康拉德-彼德森     | 準決賽 |
| 2015年 | 歐洲羽毛球混合團體錦標賽   | 其他       | 混合團體 | －                       | 冠軍   |
| 2015年 | 德國羽毛球黃金大獎賽       | 黃金大獎賽 | 男子雙打 | 马德斯·康拉德-彼德森     | 冠軍   |
| 2015年 | 德國羽毛球黃金大獎賽       | 黃金大獎賽 | 混合雙打 | 卡米拉·吕特·尤尔         | 冠軍   |
| 2015年 | 全英羽毛球首要超級賽       | 首要超級賽 | 男子雙打 | 马德斯·康拉德-彼德森     | 準決賽 |
| 2015年 | 印度羽毛球超級賽           | 超級賽     | 男子雙打 | 马德斯·康拉德-彼德森     | 亞軍   |
| 2015年 | 法國羽毛球超級賽           | 超級賽     | 男子雙打 | 马德斯·康拉德-彼德森     | 亞軍   |
| 2015年 | 碧特博格羽毛球黃金大獎賽   | 黃金大獎賽 | 男子雙打 | 马德斯·康拉德-彼德森     | 冠軍   |
| 2015年 | 哥本哈根羽毛球大師賽       | 其他       | 男子雙打 | 马德斯·康拉德-彼德森     | 準決賽 |
| 2016年 | 歐洲男子羽毛球團體錦標賽   | 其他       | 男子團體 | －                       | 冠軍   |
| 2016年 | 馬來西亞羽毛球首要超級賽   | 首要超級賽 | 男子雙打 | 马德斯·康拉德-彼德森     | 準決賽 |
| 2016年 | 歐洲羽毛球錦標賽           | 其他       | 男子雙打 | 马德斯·康拉德-彼德森     | 冠軍   |
| 2016年 | 湯姆斯盃                   | 其他       | 男子團體 | －                       | 冠軍   |
| 2016年 | 印尼羽毛球首要超級賽       | 首要超級賽 | 男子雙打 | 马德斯·康拉德-彼德森     | 準決賽 |
| 2016年 | 世界羽聯超級系列賽總決賽   | 首要超級賽 | 男子雙打 | 马德斯·康拉德-彼德森     | 準決賽 |
| 2017年 | 歐洲羽毛球混合團體錦標賽   | 其他       | 混合團體 | －                       | 冠軍   |
| 2017年 | 德國羽毛球黃金大獎賽       | 黃金大獎賽 | 男子雙打 | 马德斯·康拉德-彼德森     | 亞軍   |
| 2017年 | 全英羽毛球首要超級賽       | 首要超級賽 | 男子雙打 | 马德斯·康拉德-彼德森     | 準決賽 |
| 2017年 | 印度羽毛球超級賽           | 超級賽     | 男子雙打 | 马德斯·康拉德-彼德森     | 準決賽 |
| 2017年 | 歐洲羽毛球錦標賽           | 其他       | 男子雙打 | 马德斯·康拉德-彼德森     | 亞軍   |
| 2017年 | 香港羽毛球超級賽           | 超級賽     | 男子雙打 | 马德斯·康拉德-彼德森     | 亞軍   |
| 2018年 | 馬來西亞羽毛球大師賽       | 超級500賽  | 男子雙打 | 马德斯·康拉德-彼德森     | 準決賽 |
| 2018年 | 歐洲羽毛球男女子團體錦標賽 | 其他       | 男子團體 | －                       | 冠軍   |
| 2018年 | 全英羽毛球公開賽           | 超級1000賽 | 男子雙打 | 马德斯·康拉德-彼德森     | 準決賽 |
| 2018年 | 歐洲羽毛球錦標賽           | 其他       | 男子雙打 | 馬德斯·康拉德-彼德森     | 亞軍   |
| 2018年 | 湯姆斯盃                   | 其他       | 男子團體 | －                       | 季軍   |
| 2019年 | 歐洲羽毛球混合團體錦標賽   | 其他       | 混合團體 | －                       | 冠軍   |
| 2021年 | 歐洲羽毛球混合團體錦標賽   | 其他       | 混合團體 | －                       | 冠軍   |
| 2021年 | 葡萄牙羽毛球國際賽         | 國際系列賽 | 男子雙打 | 弗雷德里克·瑟高          | 冠軍   |
| 2021年 | 奧地利羽毛球公開賽         | 國際系列賽 | 男子雙打 | 弗雷德里克·瑟高          | 準決賽 |
| 2021年 | 湯姆斯盃                   | 其他       | 男子團體 | －                       | 季軍   |

| 2007-2017年 | 首要超級賽 | 超級賽 | 黃金大獎賽 | 大獎賽 | 國際挑戰賽 | 國際系列賽 | 未來系列賽 | 其他 |

| 2018-2026年 | 總決賽 | 超級1000賽 | 超級750賽 | 超級500賽 | 超級300賽 | 超級100賽 | 國際挑戰賽 | 國際系列賽 | 未來系列賽 | 其他 |

### 世界冠軍頭銜
马德斯·皮勒尔·科尔丁在羽毛球生涯中共奪得 1 項羽毛球世界冠軍頭銜。
| 賽事     | 奪冠次數 | 年份               |
| -------- | -------- | ------------------ |
| 湯姆斯盃 | 1        | 2016年（男子團體） |
| 總計     | 1        |                    |

### 奧運會和世錦賽參賽紀錄
|          | 搭檔                 | 2011 | 2012 | 2013 | 2014 | 2015 | 2016 | 2017 | 2018 |
| -------- | -------------------- | ---- | ---- | ---- | ---- | ---- | ---- | ---- | ---- |
| 男子雙打 | 马德斯·康拉德-彼德森 | －   | －   | －   | 32強 | 16強 | －   | 8強  | 8強  |
|          |                      |      |      |      |      |      |      |      |      |
| 混合雙打 | 茱莉·霍曼            | 32強 | －   | －   | －   | －   | －   | －   | －   |
| 混合雙打 | 卡米拉·吕特·尤尔     | －   | －   | 32強 | 32強 | 16強 | －   | －   | －   |

## 主要对賽记录
马德斯·皮勒尔·科尔丁與主要對手的對賽成績如下（只列出對賽四次或以上對手，截至2016年3月13日）：
男雙 - 马德斯·康拉德-彼德森
| 對手                                   | 對賽次數 | 對賽結果 | 對賽結果 | 總計 |
| 對手                                   | 對賽次數 | 勝       | 負       | 總計 |
| -------------------------------------- | -------- | -------- | -------- | ---- |
| 玛蒂亚斯·鲍伊 卡斯腾·摩根森            | 6        | 2        | 4        | -2   |
| 金·阿斯特鲁普 安德斯·斯考劳普·拉斯姆森 | 5        | 4        | 1        | +3   |

| 對手                              | 對賽次數 | 對賽結果 | 對賽結果 | 總計 |
| 對手                              | 對賽次數 | 勝       | 負       | 總計 |
| --------------------------------- | -------- | -------- | -------- | ---- |
| 弗拉基米尔·伊万诺夫 伊万·索松诺夫 | 9        | 6        | 3        | +3   |
| 早川賢一 遠藤大由                 | 6        | 3        | 3        | ±0   |
| 柴飚 洪炜                         | 6        | 1        | 5        | -4   |
| 亨德拉·塞蒂亚万 穆罕默德·阿赫桑   | 5        | 2        | 3        | -1   |
| 麦克·福克斯 约翰尼斯·斯科特勒     | 4        | 4        | 0        | +4   |
| 彼得·米尔斯 克里斯·兰格瑞奇       | 4        | 4        | 0        | +4   |
| 马库斯·埃利斯 克里斯·兰格瑞奇     | 4        | 3        | 1        | +2   |
| 刘小龙 邱子瀚                     | 4        | 2        | 2        | ±0   |
| 李龍大 柳延星                     | 4        | 1        | 3        | -2   |
| 李勝木 蔡佳欣                     | 4        | 0        | 4        | -4   |

混雙 - 卡米拉·吕特·尤尔
主要对手
| 對手                            | 對賽次數 | 對賽結果 | 對賽結果 | 總計 |
| 對手                            | 對賽次數 | 勝       | 負       | 總計 |
| ------------------------------- | -------- | -------- | -------- | ---- |
| 徐晨 马晋                       | 5        | 0        | 5        | -5   |
| 通托维·艾哈迈德 利利亚纳·纳西尔 | 4        | 0        | 4        | -4   |